# 70

## Události
- potlačení Batavského povstání proti Římské říši
- 10. srpna byl spálen a zničen druhý jeruzalémský chrám, když Titus se svými legiemi dobýval Jeruzalém. Asi o měsíc později padlo celé město.

## Narození
- Theon Smyrenský – historik († 135)

## Úmrtí
- Columella, římský spisovatel (* 4)

## Hlavy států
- Papež – Linus (64/65/66/67/68/69–77/78/79)
- Římská říše – Vespasianus (69–79)
- Parthská říše – Vologaisés I. (51–77/78)
- Kušánská říše – Kudžúla Kadphises (30–90)
- Čína, dynastie Chan (206 př. n. l. – 220 n. l.)